# Челамаре
Челамаре (итал. Cellamare) је насеље у Италији у округу Бари, региону Апулија.
Према процени из 2011. у насељу је живело 5209 становника. Насеље се налази на надморској висини од 110 м.

## Становништво
Према резултатима пописа становништва 2011. у општини је живело 5.491 становника.
| 1931. | 1936. | 1951. | 1961. | 1971. | 1981. | 1991. | 2001. | 2011. |
| ----- | ----- | ----- | ----- | ----- | ----- | ----- | ----- | ----- |
| 1.213 | 1.293 | 1.415 | 1.534 | 1.556 | 1.589 | 3.016 | 4.683 | 5.491 |

## Партнерски градови
- Martos